# Moras-en-Valloire
Moras-en-Valloire este o comună în departamentul Drôme din sud-estul Franței. În 2009 avea o populație de 616 de locuitori.

## Evoluția populației
| An        | 1975 | 1982 | 1990 | 1999 | 2006 | 2009 |
| --------- | ---- | ---- | ---- | ---- | ---- | ---- |
| Populație | 387  | 468  | 582  | 602  | 604  | 616  |